# Fastlane (2021)
 (mai 2025).
Si vous disposez d'ouvrages ou d'articles de référence ou si vous connaissez des sites web de qualité traitant du thème abordé ici, merci de compléter l'article en donnant les références utiles à sa vérifiabilité et en les liant à la section « Notes et références ».
L’édition 2021 de Fastlane est un Premium Live Event de catch (lutte professionnelle) produit par la World Wrestling Entertainment, une fédération de catch américaine qui est télédiffusée et visible en paiement à la séance sur le WWE Network. L'événement a eu lieu le 21 mars 2021 au Tropicana Field à Saint Petersburg (Floride). Il s'agit de la 6e édition de Fastlane.

## Contexte
Les spectacles de la World Wrestling Entertainment (WWE) sont constitués de matchs aux résultats prédéterminés par les scénaristes de la WWE. Ces rencontres sont justifiées par des storylines – une rivalité avec un catcheur, la plupart du temps – ou par des qualifications survenues dans les shows de la WWE telles que Raw et SmackDown. Tous les catcheurs possèdent une gimmick, c'est-à-dire qu'ils incarnent un personnage gentil (Face) ou méchant (Heel), qui évolue au fil des rencontres. Un événement comme Fastlane est donc un événement tournant pour les différentes storylines en cours.

## Tableau des matchs
| Ordre par numéros | Résultat                                                                               | Stipulation(s)                                                                         | Temps |
| --- | -------------------------------------------------------------------------------------- | -------------------------------------------------------------------------------------- | ----- |
| 1P | Riddle (c) bat Mustafa Ali (avec RETRIBUTION)                                          | Match simple pour le WWE United States Championship                                    | 9:15  |
| 2 | Nia Jax (c) et Shayna Baszler (c) (avec Reginald) battent Sasha Banks et Bianca Belair | Tag Team match pour les WWE Women's Tag Team Championship                              | 9:45  |
| 3 | Big E (c) bat Apollo Crews                                                             | Match simple pour le WWE Intercontinental Championship                                 | 5:45  |
| 4 | Braun Strowman bat Elias (avec Jaxson Ryker)                                           | Match simple                                                                           | 3:50  |
| 5 | Seth Rollins bat Shinsuke Nakamura                                                     | Match simple                                                                           | 12:55 |
| 6 | Drew McIntyre bat Sheamus                                                              | No Holds Barred match                                                                  | 19:40 |
| 7 | Alexa Bliss (avec The Fiend Bray Wyatt) bat Randy Orton                                | Match simple                                                                           | 4:45  |
| 8 | Roman Reigns (c) (avec Paul Heyman) bat Daniel Bryan                                   | Match simple pour le WWE Universal Championship Edge est le Special Enforcer du match. | 30:00 |
| La lettre C placée entre parenthèses désigne la personne ou l’équipe championne en titre. P – indique que le match a eu lieu lors du pré-show |                                                                                        |                                                                                        |       |